# Isidore Lechat
Isidore Lechat es el personaje principal de la gran comedia del escritor francés Octave Mirbeau, Los negocios son los negocios (1903). 

## Un magnate moderno
A través del personaje de Isidore Lechat, depredador sin escrúpulos y arquetipo del magnate moderno, Mirbeau desvela crudamente los mecanismos de la sociedad capitalista. Para él, Lechat es el producto de un mundo nuevo, en la fase imperialista del capitalismo mundial, y expande sus tentáculos por todo el mundo. En lugar de especializarse en un único sector del comercio, de la industria o de las finanzas, invierte su dinero en todos los sectores de la vida económica y social. A fuerza de extorsión, se ha convertido en un maestro de la Tercera República y disfruta de una impunidad total: en efecto, Lechat controla un gran periódico que sirve a sus planes expansionistas y tiene la capacidad de manipular o chantajear a los responsables políticos.
Aunque sea de una inteligencia supina para tratar con todo tipo de especuladores, está incapaz de hacer algo frente a la muerte de su hijo, Xavier, y al amor de su hija, la rebelde Germaine, personaje fuerte, el único capaz de dar la réplica a su padre. A pesar de su lucidez en los negocios, Lechat está totalmente ciego en su vida privada: no siente que su esposa está perdida e infeliz, que su hijo es un joven mimado y mediocre, ni que su hija está a punto de huir de sus cadenas de oro. Al final de la comedia, Lechat ha perdido a sus hijos y parece momentáneamente derrotado por el fracaso de todos los planes que tenía para su familia. Pero aún es capaz de sobreponerse un instante para atender sus negocios e imponer unas condiciones leoninas a los dos estafadores que pretendían sacar partido de la situación.
Lechat no es un personaje simpático: es cínico, vulgar, jactancioso, brutal, tiránico con los suyos, su orgullo es desmedido, y no tiene ningún tipo de escrúpulos, ni en lo personal, ni en lo político ni en los negocios. Sin embargo, Octave Mirbeau  rechaza todo maniqueísmo y reconoce que este despiadado pirata de los negocios, quien siembra la miseria alrededor de su hacienda y de su magnífico castillo, está, a su manera, un "idealista", porque tiene grandes proyectos potencialmente progresistas: así, contribuye, sin embargo, al desarrollo de las fuerzas productivas.